# Otakar Brůna
Otakar Brůna (31. ledna 1928, Vysoké Mýto – 17. října 2012) byl český redaktor, publicista, dramaturg a spisovatel..

## Život
Vystudoval reálné gymnázium ve Vysokém Mýtě a na přelomu čtyřicátých a padesátých let studoval na Pedagogické fakultě Masarykovy univerzity. V roce 1947 začal publikovat v regionálním tisku (například ve Východočeské záři) své první příspěvky týkající se československého filmu. Roku 1950 se stal redaktorem deníku Mladá fronta.
Po absolvování základní vojenské služby (v letech 1954–1956) začal pracovat jako novinář v armádních časopisech. Do roku 1962 pracoval pro obdeník Dukla v Bratislavě a pak se stal vedoucím kulturní rubriky časopisu Československý voják. Publikoval také v různých filmových periodikách (například Kino, Záběr a další). Krátce působil jako dramaturg Armádního divadla v Martině a v Československé televizi
V roce 1974 se stal šéfredaktorem měsíčníku Gramorevue. a od roku 1976 do roku 1984 byl šéfredaktorem čtrnáctideníku Svazu českých dramatických umělců Scéna, kde ale vedle odborných textů dostávaly prostor také příspěvky podporující kulturní politiku KSČ. V devadesátých letech by redaktorem TV Prima a spolupracoval s populárními časopisy (například s měsíčníkem Astro Venuše).
Začal jako básník. První samostatnou knihu Nebe plné hedvábí vydal v roce 1961. Pro mládež napsal dvě ideologicky motivované novely Čertovo kolo (1976) a Boj o perlu (1983). Nejznámější z jeho tvorby jsou však knižní podoby rozhovorů se známými herci (Juraj Kukura, Helena Růžičková, Zita Kabátová). V roce 2001 obdržel za knihu literatury faktu Vladaři Dračích údolí cenu Miroslava Ivanova.

## Dílo
- Když tančíš (1945), verše.
- Albánská skutečnost (1957), edice Knihovna agitátora čs. lidové armády.
- Živí nemlčí (1960), příběhy československých rudoarmějců, spoluautor Stanislav Šusta.
- Nebe plné hedvábí (1961), dvě povídky o českých vojácích, výsadkářích a strážcích hranic.
- Poklad jezerních hlubin (1965), pátrání po tajných nacistických dokumentech v rakouském Toplitzském jezeře a především v Černém jezeře na Šumavě, spoluautor Stanislav Šusta.
- Synkopy před útokem (1966), úvahy o dnešním postavení moderního umění v myšlení mladého člověka.
- Seskok z nebe (1967), kniha z parašutistického prostředí, spoluautor Petr Pašek.
- Život bez nedělí (1968), napsáno podle vyprávění československých fotbalových internacionálů Ladislava Nováka, Josefa Masopusta a Svatopluka Pluskala.
- V úderech gongu (1968), příběh z boxerského prostředí, spoluautoři Josef Němec a Jindřich Hájek.
- Dračí údolí (1969), v knize je reportážní zkratkou vylíčen boj českých partyzánů po boku partyzánů italských v piemontských Alpách.
- Modrá barva chrpy (1971), o pilotovi, který ztratil vědomí.
- Muž před oponou (1974), divadelní hra o E. F.Burianovi.
- Bosá balada (1975), libreto muzikálu o 8 obrazech, 2 dílech a epilogu, spoluautor Jaromír Staněk, texty písní Jiří Aplt.
- Brána k domovu (1975), spoluautor scénáře k televiznímu filmu režiséra Jozefa Medveďa o Karpatsko-dukelské operaci, spolupracovníci Mária Lúčanová a Vlastimil Kožnár.[4]
- Čertovo kolo (1976), novela pro mládež vyprávějící o československých letcích, mechanicích a vojácích, účastnících se za podpory sovětských spolubojovníků Slovenského národního povstání.
- Bosá balada (1980), novela, literární přepis autorova libreta ke stejnojmennému muzikálu, baladicky laděný příběh o mládí, lásce a smrti z období nacistické okupace, příběh septimánů na malém městě, kteří využívají všech možností, aby pomohli odbojářům – dělníkům z místní továrny.
- Boj o perlu (1983), novela pro mládež o mladém Kypřanu Andreasovi, který se v bojích mezi Řeky a Turky na Kypru staví do řad obránců zákona.
- Než se zvedne opona (1984), soubor článků o českém divadle, rozhovory s herci atp.
- Naděje divadla (1987), reportáže, črty, eseje.
- Slzy na stoncích trávy Oty Pavla (1990), vzpomínky na Otu Pavla doplněné texty a fotografiemi Jana Šimona Fialy.
- Brutální sen Juraje Kukury (1992), rozhovory s divadelním a filmovým hercem Jurajem Kukurou.
- Ecce homo Helena Růžičková (1994), kniha o významné osobnosti našeho filmu a divadla Heleně Růžičkové.
- Vlny rozkoše (1995), literární zpracování autobiografie Miroslava Zounara.
- Svět filmových kouzel (1995), publikace přibližující práci kameramanů, klapky, maskéra a dalších filmových profesí.
- Helena, konkurz na člověka (1996), druhá autorova kniha o Heleně Růžičkoví.
- Člověk v souhvězdí tísně (1997), kniha pojednává o muži Romovi jménem Pavol Karvay, který se stal velmi populárním věštcem, parapsychologem a grafologem.
- Sešívané legendy (1998), zpracování vzpomínek jednoho ze slavných fotbalistů pražské Slavie Oty Hemeleho.
- Největší pieroti (1998), kniha portrétů nejslavnějších českých mimů.
- Hvězdy a rebelové ve hvězdách (1998), spoluautor Petr Messany.
- Sváteční žena – Zita Kabátová (1999), zpracování vzpomínek herečky Zity Kabátové.
- Vladaři Dračích údolí (1999), druhé rozšířené vydání knihy Dračí údolí z roku 1960 o boj českých partyzánů po boku partyzánů italských v piemontských Alpách. Roku 2001 obdržel autor za knihu cenu Miroslava Ivanova.
- Čas ani prd nezastavíš, aneb, Arbes by se divil (1999), vyprávění o životě, profesi, přátelích knihkupce a majitele Arbesova knihkupectví Vratislava Ebra.
- Potkat Otu Pavla (2000), v knize vzdává autor hold svému kamarádovi a redakčnímu kolegovi Otovi Pavlovi.
- Dynamit Heleny Růžičkové (2001), aneb jak vznikal první moravský soukromý film Trhala fialky dynamitem.